# Brookfield (New York)
Brookfield è un comune degli Stati Uniti d'America, situato nello Stato di New York, nella contea di Madison, famoso per la produzione di semiconduttori.